# ベーオウルフの登場人物の一覧
ベーオウルフの登場人物の一覧（ベーオウルフのとうじょうじんぶつのいちらん）は、叙事詩『ベーオウルフ』に登場する人物の一覧記事である。この叙事詩にはヒイェラークのような歴史上の存在から竜のような純粋に架空の存在まで幅広い人物が登場する。日本語表記については一部の例外を除き忍足欣四郎の翻訳に拠る。

## 登場人物

### イェーアトの人々
ウィーイラーフ(Wiglaf)

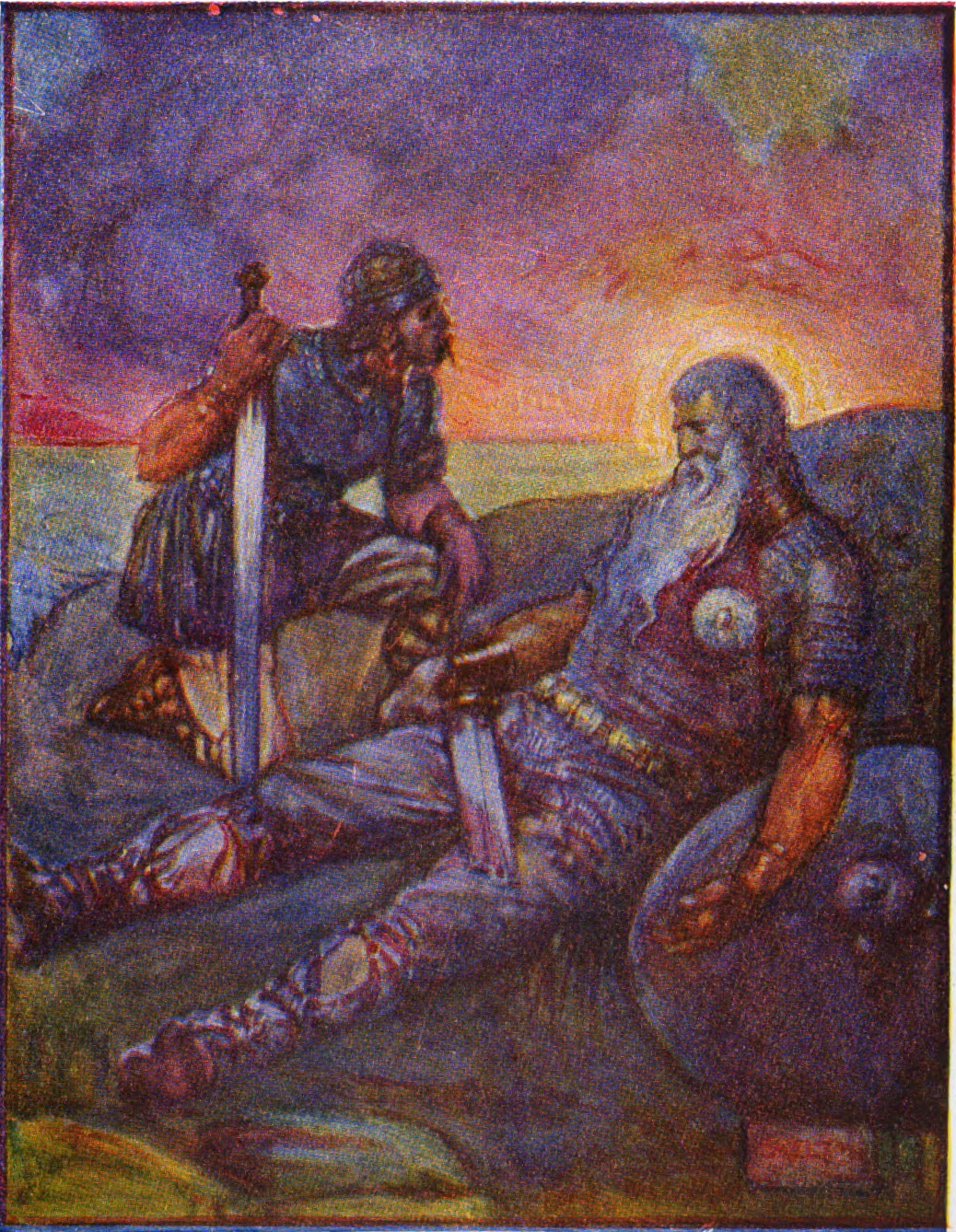
竜との戦いで致命傷を負ったベーオウルフの側に控えるウィーイラーフ

ベーオウルフの縁者。竜と戦うベーオウルフに助勢したスウェーデンのウェーイムンディング氏族の戦士。生まれながらにして英雄的な資質を備えた人物。
ウォンレード(Wondred)
エオヴァルとウルフの父親。
ウルフ(Wulf)
ウォンレードの子でありエオヴァルの兄弟。ヒイェラークの指揮下でエオヴァルと共にスウェーオンの王オンゲンセーオウを追い詰めるが老王から手痛い反撃を受け、首級を挙げることはできなかった。この手柄でヒイェラークから褒賞を受ける。
エオヴァル(Eofor)
ウォンレードの子でありウルフの兄弟。オンゲンセーオウの首級を挙げてウルフと同様にヒイェラークから褒賞を受け、更に彼の一人娘を与えられる。「エオヴァル」という名は古英語で「猪」を意味する。
エッジセーオウ(Ecgþeow)
(おそらくはスウェーデン系の)ウェーイムンディング氏族出身である高名な戦士。フレーゼル王の娘との間にベーオウルフを儲ける。ウュルヴィング氏族のヘアゾラーフを殺害し賠償金を支払うことができなかったため、ウュルヴィング氏族と抗争が起きるのを嫌ったイェーアトから追放され、フロースガール統治下のデネに身を寄せることになった。フロースガールが代わりに賠償金を支払ったためこの問題は解決した。ベーオウルフがグレンデル退治のために再びデネを訪れた時には既に死亡している(262-265行)。名前の「エッジ」は「剣」を、セーオウは「下僕」を意味するが、これは「剣を下僕とする者」の意と解釈できる。
スウェルティング(Swerting)
ヒイェラークの祖父。
ハスキュン(Hæþcyn)
イェーアトの王フレーゼルの次男でありヒイェラークの兄。自身の兄ヘレベアルドを狩りの最中に誤射で殺してしまう。父王フレーゼルの死後王位に就くがオンゲンセーオウ率いるスウェーオン軍との戦いで戦死。
ヒイェラーク(Hygelac)
イェーアトの王でありヒュイドの夫。ベーオウルフの叔父。フレーゼル王の三男であり、王位を継いでいた兄ハスキュンがスウェーオンとの戦いで戦死した後、イェーアト軍を率いてオンゲンセーオウを破り、イェーアトの王となる。ベーオウルフのグレンデル討伐には彼の身を案じ反対していた(1992-1997行)。後にベーオウルフを伴いフリジアへと遠征するがこの戦いで戦死。
『フランク史』などの史料に彼と思われる人物が名を残しているため、実在の人物であったと考えられている。『怪物の書』は彼について、並外れた巨漢であり12歳になる頃には彼を乗せて走ることのできる馬は存在しなかったほどであると記す。
ヒュイド(Hygd)
ヘレスの娘。ヒイェラーク王に後妻として嫁ぎ、彼との間に後のデネの王ヘアルドレードを儲ける。若さに似合わず聡明であり気前もよく、女王として相応しい人格の持ち主。ヒイェラーク王の死後、まだ幼いヘアルドレードでは諸外国の脅威に対抗することができないであろうと懸念し、亡き王の甥にあたるベーオウルフにデネの王位を継承するよう乞うが、ベーオウルフはこれを固辞して自身は相談役としてヘアルドレードを盛り立てようと請け合う。彼女の名前が言及されるのはこのベーオウルフへの要請の場面が最後であるが、ヘアルドレードが長じて後スウェーオンの内乱に巻き込まれる形で死去しベーオウルフがイェーアトの王位を継承した後には、ヒュイドはベーオウルフと再婚した可能性がある。
フレーゼル(Hrethel)
イェーアトの王でありヘレベアルド・ハスキュン・ヒイェラークらの父。ベーオウルフにとっては母方の祖父にあたり、デネで暮らしていた彼は7歳の頃フレーゼルに引き取られた。後に長男であるヘレベアルドが弟ハスキュンの誤射により命を失ったことを悲しみ、この世を去る。
ヘアルドレード(Heardred)イェーアトの王ヒイェラークと女王ヒュイドの息子。父の死後ベーオウルフの補佐を受けてイェーアトを統治していたが、後継問題に端を発したスウェーオンの内戦に巻き込まれる形で死亡する。
ヘレベアルド(Herebeald)
イェーアトの王フレーゼルの長男。ヒイェラークの兄であり、ベーオウルフにとっては叔父にあたる。狩りの最中に弟ハスキュンの弓の誤射によって命を失う。
ヘレリーチ(Hereric)
ヘアルドレードの縁者。ヒュイドの兄弟か(2206行)
ベーオウルフ(Beowulf)
この叙事詩の主人公。
ホンドシオーホ(Hondscio)
ベーオウルフのグレンデル討伐に同行したイェーアトの戦士の一人。グレンデルに食い殺される。

### デネの人々
アッシュヘレ(Æschere)
フロースガール王の相談役であり、王と肩を並べて戦った経験を持つ戦士でもある。他人に手を差し伸べることを惜しまない貴族の理想像として描かれるが、グレンデルの復讐のためにその母親がヘオロットを襲撃し逃走する際に連れ去られ、彼女の住処で食い殺された(殺された後に遺体が持ち去られたとする訳もある)。フロースガールは自身が特に目にかけていたアッシュヘレが殺されたことを深く嘆き悲しむ。後にグレンデルの母親の住処の傍でアッシュヘレの頭部が発見され、彼の死は確定的となる。その年齢について、1405行では「若い従士」(mago-þeġna)とするが、2122行では「老顧問」(frōdan fyrn-witan)とする。(1323-1329行、1402-行、1417-行、2122-行)
ウェアルフセーオウ(Wealhþeow)

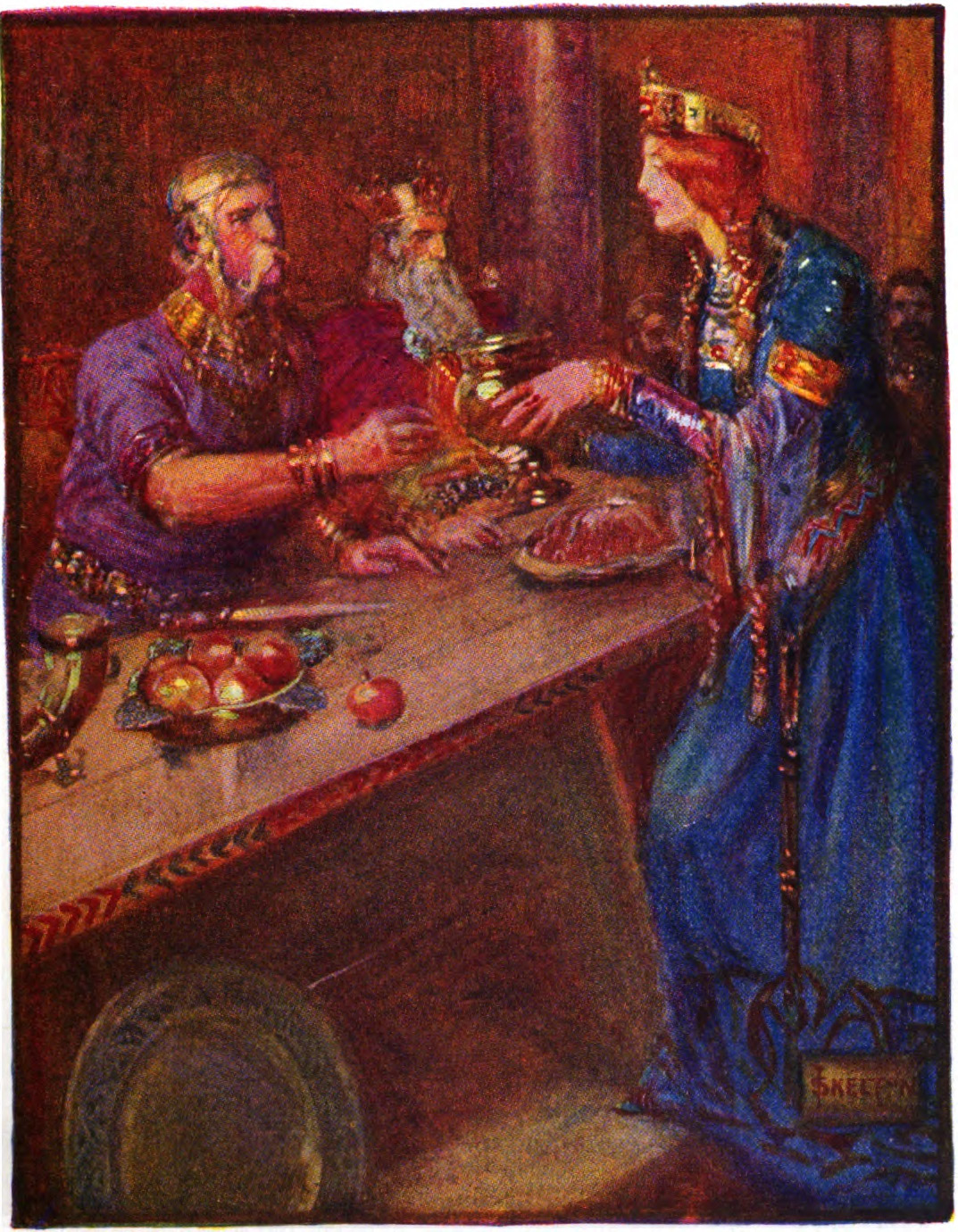
ベーオウルフに酒を勧めるウェアルフセーオウ

フロースガールの妻。夫との間に王子フレースリーチとフロースムンド、王女フレーアワルを儲ける。ベーオウルフは彼女を「民族間の平和の保証たる方」(friðu-sibb folca)(2017行)と呼んでおり、フロースガールとの婚姻は政略結婚の性質を備えていた事が窺える(en:peace-weaver)。あるいは「ウェアルフセーオウ」の名は「外国の奴隷」とも解釈できる人工的な印象の名であり、略奪婚であったのかもしれない。その出身について、写本ではヘルミング一門の出(620行)とされており、異説もあるもののウュルヴィング族の支配者層の血筋と考えられる。フロースガールとの関係は良好であったが、ベーオウルフがグレンデルからヘオロットを解放したのち、この館が焼け落ちた頃には両者の関係は冷えていたようだ。(612-641行、664行、1162-1232行、1215行、2172-2175行)
ウルフガール(Wulfgar)
ウェンデル人の長。フロースガール王の廷臣でもあり、その博識ぶりで名高い。
ウンフェルス(Unferð)
フロースガールの廷臣。写本においては彼の名は一貫してHunferðと記述されているが、Unferðと校訂するのが主流である。
エッジウェラ(Ecgwela)
詳細不明のデネの王。ヘレモードの先祖。(1710行)
エッジラーフ(Ecglaf)
ウンフェルスの父親。(499行、590行、980行、1465行、1808行)
オネラの妻
写本62行目にはデネ王家所縁の女性がスウェーオンのオネラへと嫁いだと思われる記述があるが、彼女の名は欠落している。フローズルフの母親であるユルゼ(Yrs(e))とするのが多数派であるが、ウルスラとする者もある。
シュルド(Scyld)
シェーフの子シュルド。ベーオウの父親。幼子の頃、シュルドは多くの捧げ物と共にただ一人船に乗せて流され、デネの地に漂着する。彼を発見したデネの人々に守り立てられたシュルドはこの地で覇を称え、後の王家の祖となる。彼が崩御した際には、遺言通り彼の遺体と財宝を載せた船が海へと流された(舟葬)。(4-26行)
『アングロサクソン年代記』にはシュルドの系譜が残されている。これによればシェーフはノアの子であり、シュルドはシェーフの七代目の子孫でベーオウという息子を持った。一方、エゼルウェルドの『年代記』 (Chronicorum libri quatuor) やマームズベリのウィリアムの『歴代イングランド王の事績』はシュルドの親をシェーフとしている点では『ベーオウルフ』と同様であるが、漂着した過去を持つ王をシュルドではなくシェーフとしている点で異なる。
ハールガ(Halga)
フロースガールの弟でありフローズルフの父。『ベーオウルフ』内での言及は少ないが、北欧の伝承ではフロースガールよりも活躍しており、『エッダ』の『フンディングを殺せしヘルギの歌』ではデネ族の代表的人物として扱われている。
フレーアワル(Freawaru)
フロースガール王とウェアルフセーオウ女王の娘。ヘアゾベアルド人の王インゲルドの妻。
フレースリーチ(Hreðric)
フロースガールとウェアルフセーオウの長男。フロースムンドとフレーアワルの兄。フローズルフは従兄弟にあたる。『ベーオウルフ』ではフレースリーチは名が触れられるだけであり特別な役割を果たすことはない。(1189行、1836行)
『デンマーク人の事績』によればフレースリーチに相当するレーリクスはフローズルフに相当するロルウォに殺されている。
フロースガール(Hroðgar)
デネの王でありウェアルフセーオウの夫。
『ロルフ・クラキのサガ』や『デンマーク人の事績』ではフローアルル、ローエという名で呼ばれている。
フロースムンド(Hroðmund)
フロースガールとウェアルフセーオウの次男。フレースリーチの弟でありフレーアワルの兄。『ベーオウルフ』ではフロースムンドは名が触れられるだけであり特別な役割を果たすことはない。(1189行)
フローズルフ
フロースガールの甥。北欧の伝承ではロルフ・クラキ、ロルウォといった名で呼ばれている。
ヘアルフデネ(Healfdene)
フロースガールの父親であり先の王。
『スキョルドゥンガサガ』のアルングリーム・ヨーンスソンによる要約　Rerum Danicarum Fragmenta によるとヘアルフデネの母親はスウェーオン王の娘であり、「半デネ」というヘアルフデネの名の由来を説明することが可能である。
ヘアロウェアルド(Heoroweard)
ヘオロガールの息子でありフロースガールの甥にあたる。北欧伝承におけるヒョルワルド。父であるデネの王ヘオロガールが崩御した際、ヘアロウェアルドは僅か10歳であった。従って王位は王弟であるフロースガールが継承することとなった。また、フロースガールはグレンデルとその母親退治の褒賞としてベーオウルフにヘオロガールの遺品である鎧を下賜してしまった。(2155-2162行)
叙事詩『ベーオウルフ』においては彼への言及は少ないが、ヘアロウェアルドとその従兄弟であるフローズルフの戦いは有名であり、当時の『ベーオウルフ』の聴衆にとってはヘアロウェアルドの名を聞いただけで後のフローズルフ殺しが連想されるほどであったとする説もある。『ロルフ・クラキのサガ』では、フローズルフに相当するロルフ・クラキはヒョルワルドに殺されるが、ヒョルワルドもまたロルフの部下であるウィツゴに騙し討ちされる。
ヘオロガール(Heorogar)
フロースガール王の兄であり、先王でもあった。ヘアロウェアルドの父。(61行、467行、2158行)
ヘレモード(Heremod)
初期のデーン人の王。ヘレモードが追放されて生じた王の不在期間にシュルドが流れ着いたのだと考えられる。
『ベーオウルフ』では彼とシュルドの間には血統はないが、マームズベリのウィリアムの『歴代イングランド王の事績』ではシュルドの祖父、『アングロサクソン年代記』や『エッダ』の序詞、『系譜』(Langfeðgatal)ではシュルドの父親とされる。『デンマーク人の事績』に登場するスキョルドゥスの父親である暴君ローテルスは『ベーオウルフ』におけるヘレモードの描写と類似点が多い。Scondia illustrataにおいてもディン人の王ローテルスが暴政のあまり追放されている。。
ベーオウ(Beow)
シュルドの子でありデーン人の初期の王。写本には彼の名はベーオウルフと記されており、叙事詩の主人公と同名の別人物ということになるが、史実と照らし合わせた結果ベーオウの誤記であるとする説が主流である。
ユルメンラーフ(Yrmenlaf)
アッシュヘレの弟。(1324行)

### スウェーオンの人々
ウェーオホスターン(Weohstan)
ウェーイムンディング族の戦士であり、ウィーイラーフの父親。イェーアトに亡命した二人の王子、エーアンムンドとその弟エーアドイルスを追撃した彼らの叔父オネラ王に従ってイェーアトへと侵攻し、エーアンムンドを討ち果たす。イェーアトのベーオウルフはその父親エッジセーオウがウェーイムンディング族の出身であったのだから、この戦いでベーオウルフとウェーオホスターンは同族でありながら敵味方に分かれたことになる。エーアンムンドの遺品である兜、鎖鎧、そして「巨人の作なる古剣」(eald-sweold etonisc)は一旦遺族でもあるオネラへと引き渡された後にウェーオホスターンに下賜される。こうして著しい戦功を挙げたウェーオホスターンであったが、結局スウェーオンの内戦はベーオウルフの助力を得たエーアドイルスが勝利しオネラが殺害されたため、ウェーオホスターンはスウェーオンに居場所を失い同族のベーオウルフを頼りにイェーアトへと移住する。ウェーオホスターンは老いてこの世を去る際、息子ウィーイラーフにエーアンムンドの遺品を相続させる。このうち「巨人の作なる古剣」は後の竜との戦いにおいてベーオウルフに随行したウィーイラーフによって竜に振るわれ、敗色濃厚であった戦況を打開するという重大な役割を果たすことになる。
スノッリのエッダの『詩語法』に引用される Kálfsvísa においてはウェーステイン (Vésteinn) の名で言及される。ウェーステインはアリ(オネラに相当)に従いアジルス(エーアドイルスに相当)とヴェーネルン湖の氷上で戦い、このさ中アリは戦死する、と『ベーオウルフ』に近い展開が語られる。
エーアドイルス(Eadgils)
オーホトヘレの子、エーアンムンドの弟。北欧伝承におけるアジルス。イェーアトとの戦争で祖父オンゲンセーオウが戦死し、王位は父オーホトヘレが継承した。父の死後スウェーオンの王位は叔父オネラの物となり、これを不服としたエーアドイルスと兄は反乱を起こしたが鎮圧される。兄弟は祖父を殺した敵国であるイェーアトへと亡命し、ベーオウルフの援助を得てオネラを倒しスウェーオンの王となる。
エーアンムンド(Eanmund)
オーホトヘレの子、エーアドイルスの兄。弟と共にイェーアトへと亡命していたが、兄弟を殺害するためにイェーアトに侵略してきたスウェーオン軍のウェーオホスターンの手によって倒れる。彼の遺品の剣がウィーイラーフに伝わっている。(2612行)
オーホトヘレ(Ohthere)

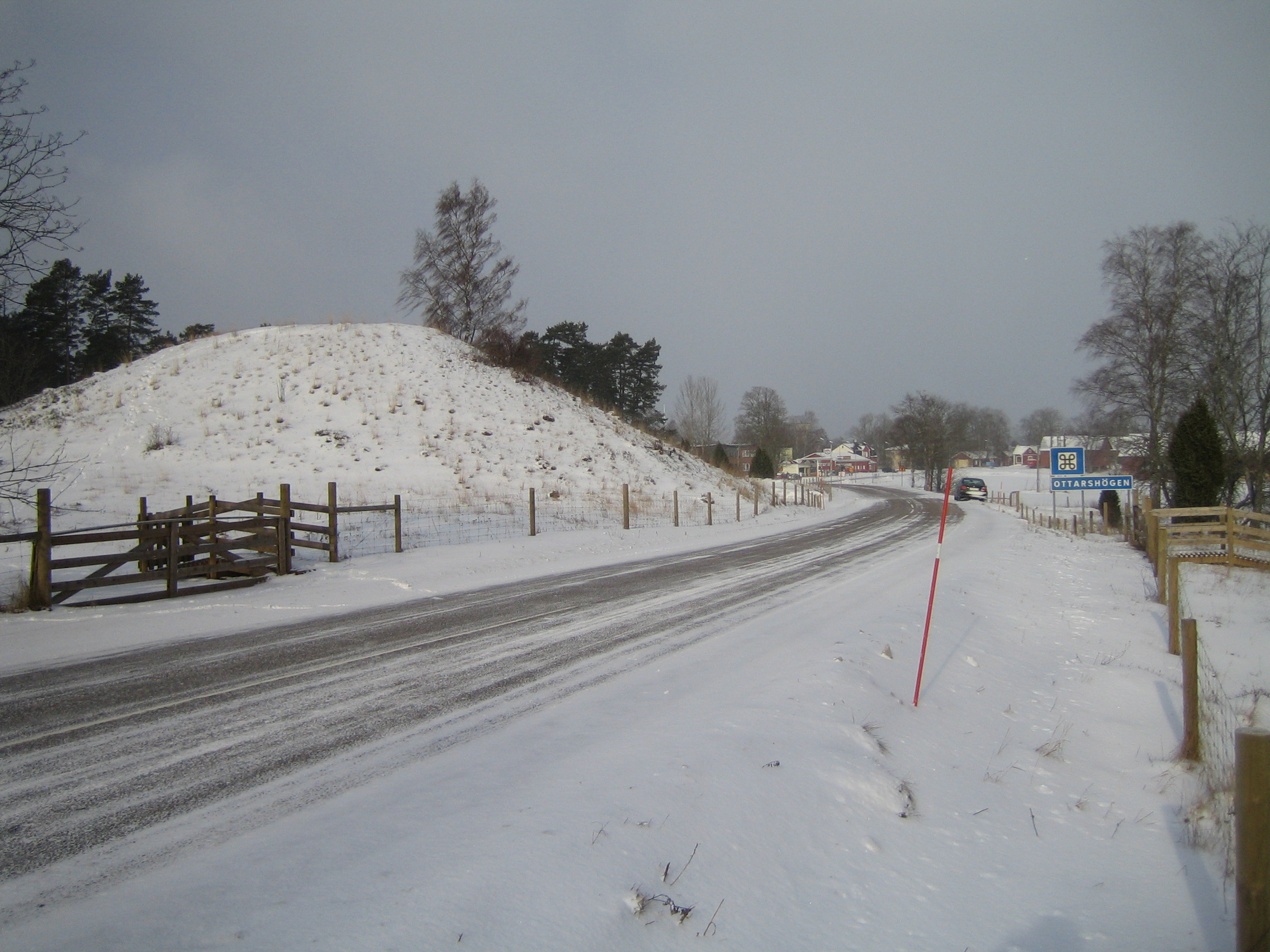
スウェーデンウップランド地方ヴェンデルにある「オーホトヘレの墳墓」。

エーアドイルスとエーアンムンドの父親であり、オネラの兄弟。
『ユングリング家のサガ』の Ottarr に相当。
オネラ(Onela)
オーホトヘレの兄弟。
オネラはウップランド地方においてスウェーデンを治めていたのだが、ウップランドは北欧の伝承においてはノルウェーのアップランズと混同されたため、彼はノルウェー王アリ(Áli)として登場する。また、マローンはオネラと、ハムレットの原型となった『デンマーク人の事績』のアムロジィを同一人物ではないかと推定している。
オンゲンセーオウ(Ongentheow)
スウェ－デン王。スウェーデンとイェーアトの戦争においてイェーアト王ハスキュンを倒すが、エオヴァルに殺される。
『ウィードシース』31行からも言及あり。

### その他の登場人物
アルフヘレ(Ælfhere)
ウィーイラーフとベーオウルフの縁者。名前は"elf army"を意味する。
インゲルド(Ingeld)
ヘアゾベアルドの王。ヘアゾベアルドはかつてデネとの戦争に敗れており、この戦いでインゲルドは父フローダ王を失っている。デネの王フロースガールはこの遺恨を解消するため娘のフレーアワルと彼を婚約させたのだが、この政略結婚が失敗に終わることをベーオウルフは予言の形で語っている。ベーオウルフが解放したヘオロットは後に炎上することが示唆されるが、この炎上はインゲルドによるものだという説が主流である。
インゲルドを歌った歌が独立して存在し、それが当時のイングランドにおいて人口に膾炙していた事はアルクィンがリンディスファーンのヒュグバルドに宛てた書簡から明らかである。この書簡でアルクィンは異教徒の歌が流行していることを嘆き、その代表的な例としてインゲルドの歌を挙げている。インゲルドがデネに対して起こした戦争については『ウィードシース』にも言及がある。また、『デンマーク人の事績』にはインゲルルスという名で登場する。
ウィゼルユルド(Wiðelgyld)
ヘアゾベアルドの戦士。ヘオロット落成以前のデネとヘアゾベアルドの戦いで戦死している。
ウェーランド(Wayland Smith)
ゲルマン人の伝承に伝わる鍛冶師。ベーオウルフがグレンデル退治のためにデネに持ち込んだ鎧はこの鍛冶師の手によるものであり、ベーオウルフはもし自身がグレンデルに敗れて食い殺された場合にはこの鎧だけはヒイェラークの下に送り返すようフロースガールに懇願している。(455行)
カイン(Cain)
聖書における人類史初の殺人者。弟アベルを殺したことで悪名高く、この叙事詩ではグレンデルの先祖であるとされる。尊属殺はアングロ・サクソンの文化において最も罪深いことであるとされていた。
グレンデル(Grendel)
グレンデルの母親および竜と共にベーオウルフの大敵三者のうちの一。
グレンデルの母親(Grendel's mother)
彼女の息子および竜と共にベーオウルフの大敵三者のうちの一。
デイフレヴン(Dæghrefn)
ベーオウルフに殺害されたフーグ人(フランク族)の戦士。
ブレカ(Breca)
ベーアンスターンの子。ベーオウルフの幼友達であり彼と水泳を競う。ブレカも、その父ベーアンスターンも、ブロンディング族も海と関係するとも解釈できる名である。ブレカは元々海の英雄であったか、あるいはその名から連想する形で後に海の英雄としての性質を与えられるようになったのだろう。
フローダ(Froda)
ヘアゾベアルド人の王でありインゲルドの父親。北欧の伝承からも言及される。
ヘアゾラーフ(Heaðolaf)
ベーオウルフの父親であるエッジセーオウに殺されたウュルヴィング族の者。賠償金を支払うことができなかったエッジセーオウは流罪となりデネへと流れつくことになった。ベーオウルフが幼年期をデネで過ごす遠因となった人物。(460行)
ベーアンスターン(Banstan)
ブレカの父親。(524行)
ヘレス(Hæreð)
ヒュイドの父親。これ以上の情報は写本からは覗えない。(1921行,1981行)
メロヴィング(Merewing)

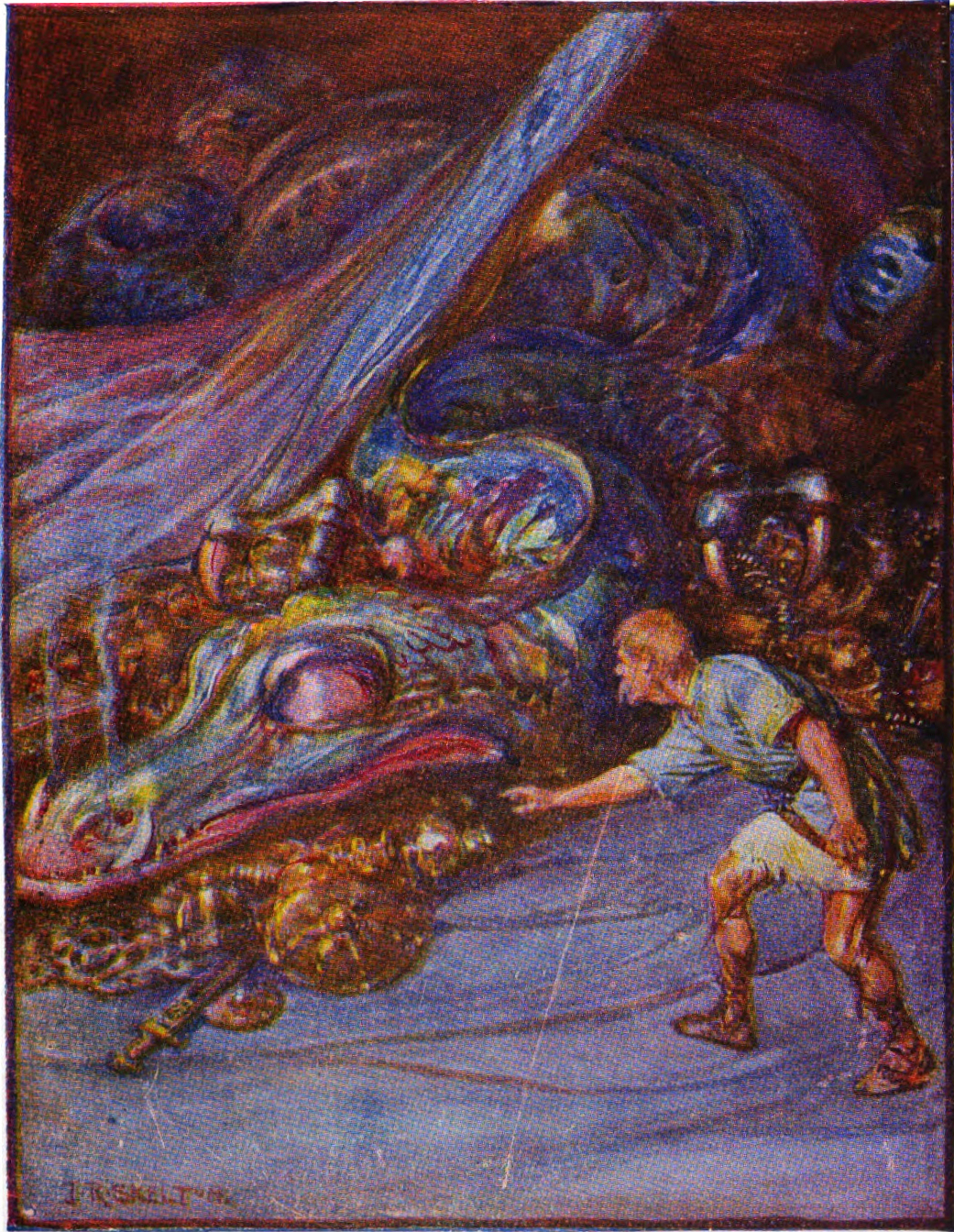
その財宝が盗み出されたことが竜が暴れだした原因であった

メロヴィング朝の王。(2921行)
竜(Dragon)

ベーオウルフの王国を荒らす獣。ベーオウルフによって討伐されるが彼もまたこの戦いが原因で死亡する。

### 挿話にのみ登場する人物
ウェルス(Wæls)
シイェムンドの父親。北欧伝承におけるヴォルスング。
エーオメール(Eomær)
オッファとモードスリューゾの息子。(1960行)
エオルメンリーチ(Eormenric)
ハーマにブロージング族の手による首飾りを盗まれた人物。(1201行)
エオルメンリーチは四世紀の実在の人物であり、東ゴート族の王だった。彼の獰猛な性格は北欧の伝承や中高ドイツ語の叙事詩で広まって発展し、暴君の代表的な存在として扱われるようになった。詳細はエルマナリク#物語を参照。
オースラーフ(Oslaf)
「フィンの挿話」の登場人物。フィンがフネフを襲撃した戦いの折、生存したフネフの部下の一人。グースラーフを参照。(1148行)
『フィンネスブルグ争乱断章』においてもグースラーフと共に登場する。
オッファ(Offa)
アングルス人の王。モードスリューゾの夫でありエーオメールの父親。この人物もまた北欧の伝承に登場する。
ガールムンド(Garmund)
オッファの父親。『アングロサクソン年代記』の西暦755年の項に記されたウェールムンドと同一人物か。(1962行)
グースラーフ(Guðlaf)
「フィンの挿話」の登場人物。フィンがフネフを襲撃した戦いの折、生存したフネフの部下の一人。和解後にはフィンの領土から離れていたが、後にオースラーフと共にヘンジェストに合流し、彼らによってフィンは殺害される。(1148行)
『フィンネスブルグ争乱断章』17行目においても言及があるのだが、34行目には敵対するフリジア側に同名の人物が登場するため混乱しやすい。
シイェムンド(Sigemund)
北欧伝承におけるシグムンド。『ベーオウルフ』においてシイェムンドは竜退治に挑み生還した人物として描かれ、後にベーオウルフが竜退治に挑む(そして相討ちになる)ことへの伏線となっている。しかし北欧伝承においては、竜退治を成し遂げたのはシグムンドではなくその息子シグルズである。(875-900行)
ハーマ(Hama)
北欧伝承におけるハイメ。叙事詩の時代背景よりも昔に、彼がエオルメンリーチからブロージング族の手による首飾りを盗み出し、逃げおおせたことが語られる。(1198行)
なおこの「ブロージング族の首飾り」は北欧伝承に登場するフレイヤの首飾りと同一のものと考えられる。
ヒルデブルフ(Hildeburh)
「フィンの挿話」の登場人物。ホークの娘でありフネフの姉妹。フィンの妻。フィンによるフネフの襲撃では兄弟であるフネフと彼女自身の息子を同時に失い、悲しみに暮れる。その後ヘンジェストらによって夫フィンが殺害された後は彼らに連れられて故郷へと戻った。(1071行、1114行)
フィテラ(Fitela)
北欧伝承におけるシンフィヨトリ。
フィン(Finn)
「フィンの挿話」の登場人物。フリジア人の王でありヒルデブルフの夫。フィンは彼を訪ねてきたヒルデブルフの兄弟であるフネフとその部下をどういう訳か襲撃し、フネフを殺害してしまう。一方フィン率いるフリジア側の被害も甚大であり、これ以上の戦闘の続行は不可能であった。そこでフネフ亡き後彼の同行者たちをまとめていたヘンジェストとフィンは和平を結ぶ。ところがフィンの下で一冬を客人として過ごしたヘンジェストの復讐心は未だ収まらず、更にヘンジェストにフーンラーフの子やグースラーフ・オースラーフらが合流した結果、仇討としてフィンは殺害される。(1068行、1081行、1096行、1128行、1146行、1152行、1156行)
『フィンネスブルグ争乱断章』においても言及あり。
フーンラーフ(Hūnlāf)
「フィンの挿話」の登場人物。フィンと和平を結び客人として彼の下にあったが未だ復讐心を抑えきれないヘンジェストの前にフーンラーフの子が現れ、剣をヘンジェストの膝に置く。これはヘンジェストがフーンラーフの子に仕えるようになったとも、あるいはフーンラーフの子がヘンジェストに復讐を促したとも取れよう。ともかくこれが原因の一つとなり、ヘンジェストらはフィンを殺害して仇討を果たす。フーンラーフ・グースラーフ・オースラーフの三者は兄弟であったのかもしれないし、あるいはフーンラーフの子とグースラーフは同一人物なのかもしれない。(1143行)
フォルクワルダ(Folcwalda)
「フィンの挿話」の登場人物。フィンの父親。(1089行)
フネフ(Hnæf)
「フィンの挿話」の登場人物。ヘアルフデネ族の族長。ホークの息子でありヒルデブルフの兄弟。彼は部下を引き連れてヒルデブルフの夫でありフリジア人の首領でもあるフィンの元を訪れてその館に滞在していたところ、フィンに襲撃され激戦の末に死亡する。フィンとヒルデブルフの間の子もこの戦いで落命したため、フネフは甥にあたるこの子と共に荼毘に付される。(1070行、1114行)
『フィンネスブルグ争乱断章』においても言及あり。
ヘムミング(Heming)
ガールムンドの縁者。
ヘンジェスト(Hengest)
「フィンの挿話」の登場人物。フィンの襲撃によってフネフが落命した後、フネフの部下を取りまとめていた。両陣営共に消耗が激しくこれ以上の戦闘は不可能であったためフィンと和平を結ぶ。ヘンジェストはフィンの下で一冬を過ごしたが復讐心は抑えがたく、グースラーフ、オースラーフらと共にフィンを殺害して彼の財産の全てを奪い、フィンの妻でありフネフの姉妹であるヒルデブルフを連れ、彼女の故郷でもあるデネへと帰っていった。(1083行 1091行 1096行 1127行)
『フィンネスブルグ争乱断章』においても言及あり。又ヘンジェストは兄弟ホスサと共にイングランドに上陸したヘンイェストと同一人物かもしれない。このヘンイェストは、ベーダの『イングランド教会史』に残された系譜によればウォーダン(オーディン)の玄孫であった。
ホーク(Hoc)
「フィンの挿話」の登場人物。ヒルデブルフとフネフの父親。(1076行)
モードスリューゾ(Modþryð)
かつては自分を直視した臣下に対し、侮辱の意を込めたと断じて例外なく処刑していた恐ろしい女性。後にオッファ王と結婚し女王となってからはこの凶行は鳴りを潜めた。オッファとの間に息子エーオメールを儲ける。女王として相応しい人格者ヒュイドと比較するために挿話的に語られる人物。(1931-1962行)彼女の名については翻訳者によって相違がある。「モードスリューゾ」はクレーバーやホープスの訳によるものであり他には「スリュース」「スリューゾ」「モードスリュース」などがある
モードスリューゾを連想させる、ドリータ(古英語でスリュース)を名乗る女王について『二人のオッファの伝』に記述が残されている。この書は『ベーオウルフ』においてモードスリューゾの夫とされるオッファ(以後オッファ一世)と、彼を伝説的な祖とする歴史上の同名人物マーシア朝のオッファ(以後オッファ二世)について記した物であり、『ベーオウルフ』とは異なりオッファ一世ではなく二世の妻が悪女とされている。彼女は容姿端麗で生まれも貴いものの性根が悪く、その犯した罪のため小舟にのせて海へと流される。やがて漂着した彼女はその土地の王であるオッファ二世に嘘と美貌を武器に取り入り、彼の妻となる。こうして女王になると彼女はその悪辣さを遺憾なく発揮し、王宮で陰謀を張り巡らせるようになる。尤も、アルクィンの書簡はオッファ二世の妻を非常に敬虔な女性であったと記しているから、何らかの混同があるのだろう。